# روس ييتس
روس ييتس هو لاعب هوكي الجليد كندي، ولد في 18 يونيو 1959 في مونتريال في كندا.

## وصلات خارجية
- روس ييتس على موقع دوري الهوكي الوطني (الإنجليزية)
- روس ييتس على موقع قاعة مشاهير الهوكي (لاعب أن.إتش.أل) (الإنجليزية)
- روس ييتس على موقع EliteProspects.com (الإنجليزية)
- روس ييتس على موقع HockeyDB.com (الإنجليزية)
- روس ييتس على موقع Hockey-Reference.com (الإنجليزية)